# Radical 104
El radical 104, representado por el carácter Han 疒, es uno de los 214 radicales del diccionario de Kangxi. En mandarín estándar es llamado 疒部, (chuáng　bù o nè bù); en japonés es llamado 疒部, だくぶ (dakubu), y en coreano 녁 (nyeok). Este radical es llamado «radical “enfermedad”» en los textos occidentales.
El radical 104 aparece rodeando la parte superior y el lado izquierdo de los caracteres que se encuentran clasificados bajo él. Los caracteres clasificados bajo el radical «enfermedad» tienen significados comúnmente relacionados con las enfermedades. Como ejemplos de lo anterior están: 疣, «verruga»; 癌, «cáncer»; 瘍, «úlcera».

## Nombres populares
- Mandarín estándar: 病字頭, bìng zì tóu, «parte superior de “enfermedad” (病)».
- Coreano: 병질엄부, byeongjil eom bu, «radical en la parte superior de “enfermedad” (病疾)».
- Japonés:　病垂れ（やまいだれ）, yamaidare, «parte colgante de “enfermedad” (病)».[1]
- En occidente: radical «enfermedad».

## Galería
| Estilos antiguos                                 | Estilos antiguos                  | Estilos antiguos                        | Estilos antiguos                   | Estilos antiguos                   | Estilos empleados actualmente       | Estilos empleados actualmente  | Estilos empleados actualmente    | Estilos empleados actualmente   | Estilos empleados actualmente  |
|                                                  |                                   |                                         |                                    |                                    |                                     | 疒                             | 疒                               |                                 |                                |
| 甲骨文 jiǎgǔwén (escritura de huesos oraculares) | 金文 jīnwén (escritura de bronce) | 简帛 jiǎnbó (escritura de bambú y seda) | 篆文 zhuànwén (escritura de sello) | 篆文 zhuànwén (escritura de sello) | 隸書 lìshū (estilo de los escribas) | 楷書 kǎishū (estilo regular)   | 楷書 kǎishū (estilo regular)     | 行書 xǐngshū (estilo corriente) | 草書 cǎoshū (estilo de hierba) |
| 甲骨文 jiǎgǔwén (escritura de huesos oraculares) | 金文 jīnwén (escritura de bronce) | 简帛 jiǎnbó (escritura de bambú y seda) | 大篆 dàzhuàn (sello grande)        | 小篆 xiǎozhuàn (sello pequeño)     | 隸書 lìshū (estilo de los escribas) | 繁體／繁体 fántǐ (tradicional) | 简体／簡體 jiǎntǐ (simplificado) | 行書 xǐngshū (estilo corriente) | 草書 cǎoshū (estilo de hierba) |

## Caracteres con el radical 104

| trazos | carácter                                                                         |
| ------ | -------------------------------------------------------------------------------- |
| + 0    | 疒                                                                               |
| + 2    | 疓 疔 疕 疖 疗                                                                   |
| + 3    | 疘 疙 疚 疛 疜 疝 疞 疟 疠                                                       |
| + 4    | 疡 疢 疣 疤 疥 疦 疧 疨 疩 疪 疫 疬 疭 疮 疯                                     |
| + 5    | 疰 疱 疲 疳 疴 疵 疶 疷 疸 疹 疺 疻 疼 疽 疾 疿 痀 痁 痂 痃 痄 病 痆 症 痈 痉    |
| + 6    | 痊 痋 痌 痍 痎 痏 痐 痑 痒 痓 痔 痕 痖                                           |
| + 7    | 痗 痘 痙 痚 痛 痜 痝 痞 痟 痠 痡 痢 痣 痤 痥 痦 痧 痨 痩 痪 痫                   |
| + 8    | 痬 痭 痮 痯 痰 痱 痲 痳 痴 痵 痶 痷 痸 痹 痺 痻 痼 痽 痾 痿 瘀 瘁 瘂 瘃 瘄 瘅 瘆 |
| + 9    | 瘇 瘈 瘉 瘊 瘋 瘌 瘍 瘎 瘏 瘐 瘑 瘒 瘓 瘔 瘕 瘖 瘗 瘘                            |
| + 10   | 瘙 瘚 瘛 瘜 瘝 瘞 瘟 瘠 瘡 瘢 瘣 瘤 瘥 瘦 瘧 瘨 瘩 瘪 瘫                         |
| + 11   | 瘬 瘭 瘮 瘯 瘰 瘱 瘲 瘳 瘴 瘵 瘶 瘷 瘸 瘹 瘺 瘻 瘼 瘽 瘾 瘿                      |
| + 12   | 癀 癁 療 癃 癄 癅 癆 癇 癈 癉 癊 癋 癌 癍 癎                                     |
| + 13   | 癏 癐 癑 癒 癓 癔 癕 癖 癗 癘 癙 癚 癛 癜 癝 癞                                  |
| + 14   | 癟 癠 癡 癣                                                                      |
| + 15   | 癢 癤 癥 癦                                                                      |
| + 16   | 癧 癨 癩 癪 癫                                                                   |
| + 17   | 癬 癭 癮                                                                         |
| + 18   | 癯 癰                                                                            |
| + 19   | 癱 癲                                                                            |
| + 21   | 癳                                                                               |
| + 23   | 癴                                                                               |
| + 25   | 癵                                                                               |